# Le Lierre (cercle artistique)
Le Lierre est une association d'artistes belges en arts visuels, regroupant des peintres et des sculpteurs, active à Bruxelles de 1902 à 1941.

## Fondation et évolution
Le Lierre est fondé à Bruxelles en 1902, sous la présidence du peintre Pierre Stobbaerts, par un petit groupe de camarades artistes qui évolue et comprend une trentaine de membres en 1909,. En 1935, le cercle compte seize membres exposants, dont deux sculpteurs. En 1937, quinze peintres et trois sculpteurs sont présents. Le cercle organise trente-six expositions, jusqu'en 1941. 

## Objectifs et Résultats
L'objectif principal est d'organiser des expositions où les membres du groupe présentent leurs œuvres. L'ensemble est assez hétéroclite : des artistes notoires y côtoient d'autres, inexpérimentés.

## Membres exposants
Par ordre alphabétique :
- Alfred Bastien : Les Foires à Béziers (1907) Avant la fantasia (peinture) (1909), Maison dans la neige (1910), Ma Maisonnette (1912), Portrait (1923), Écluse de l'Ooswaert et Marine (1930), Paysage (1935)[1],[7].
- Marie Brouhon : 1907[6].
- Jules Brouwers : (1907), Esquisses de Campine (1909), Moulin et Paysage (1914), Nature morte (1923), Poissons (1930)[1].
- E. Buggenhout : Vieille rue (1907)[6].
- Alexandre Clarys : Chevaux (1906)[8].
- Louis Clesse : (1914), Les Peupliers en octobre (1923), Soir (1927), Temps nuageux (1935), Port de pêche (1937)[7],[3].
- Antoine Daens : (1923), Portrait de l'acteur G. Varrès (1937)[7].
- Constant De Busschere : Les Femmes s'amusent (1908), Brasero, Un effet de soleil et Enfant jouant de la flûte (1909), Éveil (1910), Tête d'étude et Le Joueur d'accordéon (1910), Le Buveur (1912), Le Camelot (1913), Les Esclaves et Le Tombereau (1914)[1].
- Henri De Clercq : Attelage (1912), Attelage à Doel, Chevaux à l'écurie et Veaux en prairie (1914)[9].
- Raymond de Meester de Betzenbroeck : Prince, cheval de cirque (plâtre, 1930), Antilope (sculpture, 1935), Agneau astrakan (sculpture) et Jeune canard (sculpture à la cire perdue (1937)[3].
- René De Pauw (1923)[7].
- Léonard de Selliers de Moranville : Solitude (1903), Ruelle yprésienne (1907), (1909) et Printemps (aquarelle) (1912)[1].
- Mathieu Desmaré : Torses de femme (sculpture) (1923)[7].
- Paul Dillens : paysages (1906), La Meuse à Houx (1910), Bacchante (statue en bronze) (1914), paysages (1927)[8].
- Roméo Dumoulin : 1927[10].
- Charles Ecrevisse (1906) et (1909)[1].
- Edouard Friardt : Impression d'élection (1907)[6].
- Albert Geudens : (1906), Gosses, le soir (pastel) et Portrait féminin (1909), Matinée d'hiver (1910), Capharnaüm (aquarelle) (1923), Béret rouge (1927), Chapelle le soir et Marché à Rouen (1930), N.D. de Bruges (1935), Vestibule blanc (1937)[1].
- Félix Guilleaume : Coins de parc (1907), À Boitsfort et Dans les Polders (pastels) (1909), Marine (1910) (pastel), portraits et paysages (pastels) (1923), (1927), Josette et son teddy (1930) (pastel), Autoportrait (pastel, 1937)[1],[7].
- Jean Gouweloos : paysages (1923)[7].
- Léon Hellembrandt : 1907[6].
- Marcel Hess : 1927, Fleurs (1935), Portrait et Nature morte (1937)[3].
- Frans Huygelen : bustes (sculptures) (1907)[6].
- Léon Huygens : Les Bouleaux et Effet de neige (1914)[11].
- Georges Philippe Jacqmotte : Ivoinne et Accessoires (1912), Portrait et Baigneuse (1914)[9].
- Adolphe Keller : Matinée et La Plage (1914)[11].
- Pierre Kerfyser : Nature morte et Oignons (1907)[6].
- Georges Latinis : La Drève et Pochades (1903)[12].
- Jean Laudy (1902), Portrait d'homme (1903), Portrait d'un vieillard (1906), La Pochade et Portrait d'homme (1909), Étude (1914)[13].
- Rodolphe Lutter : Effet de couchant (1907), Étable à Weelde (1914), (1923)[6].
- Paul-Auguste Masui : La Fin du jour à Concarneau (1930), Après l'orage (1936), Petit port (1937)[4].
- Marten Melsen : Procession (1902)[13].
- Jules Merckaert (1903)[12].
- René Ovyn (1906)[8].
- Ernest Pieters : Plage à Kalwyck et Charrette de pêcheurs (1909)[1].
- Oswald Poreau : Entrée d'usine (1927), Le Pullman de 16 heures (1930), Rayons sur la vallée (1935), Porte de ferme en Flandre (1937)[3].
- Emile Rimbout : des paysages (1906), Ruisseau (1910)[14].
- Henriette Rolin-Lagrange : Lever de lune (1910)[15].
- Adrien Segers : Bateaux amarrés (1906), Vue des quais, Yacht blanc, La Ruelle et Pont tournant (1909), Neige au canal (1910)[1].
- Paul Servais : Rue à Boulogne-sur-Mer (1907), Femme au miroir (1909), Entrée du vieux port à Marseille et Alysacmps à Arles (1914)[1].
- Curt Siegel : Suske zat (sculpture, buste en pierre bleue) (1909), Cachet (sculpture en bronze) et Nansika (sculpture en plâtre) (1910)[1].
- Jakob Smits : Maternité (1906), Fillette (1907)[14].
- René Stevens : La Vuylbeek (1907)[6].
- Pierre Stobbaerts : (1902), (1903), (1906), Intérieur (1909), Intérieur de boutique (1914), Intérieur (1923), (1927), Vieille grange (1937)[13].
- Charles Swyncop : Nature morte et Portrait de fillette (1937)[4].
- Pierre Theunis : des portraits (sculptures) (1923), Figure tombale (1927), Nu (sculpture, 1937)[7].
- Baudouin Tuerlinckx : Vieux travailleur (1907), Vieux musicien et Enfant malade (sculptures sur bois) (1909), Vieux paysans et La Source (sculptures) (1914), Un vieux travailleur (1930), Vieux marins (1935)[1].
- Jean Valentinelli : 1914[11].
- Jef Van de Fackere : types populaires (1908)[16].
- Bertus Van der Linden : L'Étang de Tervueren (peinture) et Le Travail des temps primitifs (sculpture) (1906)[14].
- Melle A. Van de Wiele : 1907[6].
- Jean Van Looy : Solitude (1907), La Ferme (1908), Vieux coin ensoleillé, Juin et Après-midi d'automne (1909), Après-midi d'août et À la pêche (1910), Ciel d'équinoxe, Matin d'été, Dimanche de novembre et Soir d'hiver (1914), Impressions de printemps (1923), (1927), Intérieur et Les Vanneaux (1930), Intérieur (1937)[1],[11].
- Eugène Van Mierlo : Roulottes sous la neige, Impression d'hiver et Roulotte au bord du canal (1910), Fruits et légumes et Intérieur de l'église de la Chapelle (1914), (1923)[15].
- Cornelis Julius Van Wickevoort-Crommelin : Abbaye de Forest (aquarelle) (1909)[1].
- Victor Wagemaekers : Château désert (1907)[17].
- Maria Wielich : Portrait d'homme (1908)[16].

## Expositions
Le Lierre organise annuellement une exposition où sont présentés les travaux de ses membres. Quinze expositions ont lieu entre 1902 et 1914. Durant la Première Guerre mondiale, une exposition est organisée en 1916. Les expositions ont lieu jusqu'en 1941. 
Elles se tiennent habituellement, en hiver, dans des salles bruxelloises indépendantes des institutions officielles : à la Galerie Le Roy (rue du Grand Cerf), au Vieux Corbeau, au Rubens-club (1907), à la Salle Boute (1910), à la salle Aeolian (1916), Galerie Larribe (1930), Galerie Nos peintres (1934), Galerie de la Toison d'or (1936),…. Du 4 au 14 janvier 1940, la trente-quatrième et dernière exposition du cercle a lieu au Musée moderne à Bruxelles.